# Eresus lavrosiae
Eresus lavrosiae – gatunek pająków z rodziny poskoczowatych.
Gatunek ten opisany został po raz pierwszy w 1997 roku przez Tamarę Mcheidze.
Samice pozostają nieopisane. Samiec osiąga około 10 mm długości ciała przy prosomie długości 5–6 mm. Karapaks jest czarny, ciemnobrązowy lub karminowy, porośnięty szczecinkami czarnymi oraz krótkimi szczecinkami szarawymi na większości części głowowej, a białymi na tyle części głowowej i części tułowiowej. Część głowowa jest wyniesiona, trochę szersza od części tułowiowej. Szczękoczułki są przysadziste, brązowe do czarnych, gęsto zarośnięte czarnymi włoskami, zaopatrzone w jeden ząbek. Ciemnobrązowe do czarnego sternum ma szagrynowaną powierzchnię. Odnóża są czarne, gęsto porośnięte czarnymi szczecinkami (szarzejącymi u okazów zakonserwowanych), ze wzorem ze szczecinek białych obejmującym białe obrączki na odsiebnych końcach wszystkich ud oraz pierwszej i drugiej pary rzepek, goleni i nadstopi, a także podłużne przepaski na drugiej, trzeciej i czwartej parze goleni. Szczecinki makroskopowe występują na spodzie goleni i nadstopi wszystkich par. Opistosoma (odwłok) jest czarna do ciemnobrązowej (z czerwonawym odcieniem u okazów zakonserwowanych), gęsto porośnięta szczecinkami, ze wzorem obejmującym dwie szerokie, białe przepaski tworzące niemal pierścień wokół grzbietowej powierzchni oraz dwie lub trzy pary owalnych, wciśniętych kropek barwy czerwonej lub białawej. 
Nogogłaszczki samca mają okrągławe tegulum oraz głęboką i zwróconą w przeciwnym do cymbium kierunku bruzdę lamellarną. Konduktor ma dość niską lamellę, dobrze wykształcony, zakrzywiony w widoku tylno-bocznym, cienki i igłowaty w widoku brzusznym ząbek terminalny, gładką i równomiernie zakrzywioną krawędź ektalną oraz lekko zagiętą krawędź mezalną.
Gatunek palearktyczny, znany z anatolijskiej części Turcji, Gruzji, Armenii i Iranu.